# Království obojí Sicílie
Království obojí Sicílie (italsky Regno delle Due Sicilie) bylo historickým státním útvarem na jihu Apeninského poloostrova, který existoval v letech 1816–1861. Fakticky se jednalo o obnovení původního Sicilského království z období do roku 1282, kdy se tento stát rozpadl na část pevninskou (Neapolské království, ale oficiálně Sicilské království) a ostrovní (Sicilské království). Vzhledem k tomu, že se obě části oficiálně nazývaly Sicilským královstvím, byla sjednocená země pojmenována Královstvím Obojí Sicílie. 
Od roku 1735 patřila obě království panovníkům z rodu Bourbonů. V roce 1806 obsadila francouzská vojska Neapol, král Ferdinand, toho jména III. král sicilský a IV. král neapolský, uprchl na Sicílii a neapolským králem císař Napoleon jmenoval svého vlastního bratra Josefa. V letech 1808–1815 byl panovníkem Neapolského království Joachim Murat, maršál Francie a švagr císaře Francouzů Napoleona Bonaparte. V roce 1815 rozhodl Vídeňský kongres o navrácení Neapolského království zpět do rukou Ferdinanda I. Neapolsko-Sicilského, zakladatele vladařské dynastie Bourbon-Obojí Sicílie. Ten o rok později, po Muratově definitivní porážce a popravě zastřelením, formálně spojil obě království do jediného útvaru, který dostal jméno Království obou Sicílií (zkráceně zvané Sicilským královstvím). Po svržení jeho pravnuka Františka II. revolučním vojevůdcem Giuseppem Garibaldim bylo toto království roku 1861 připojeno k nově se utvářejícímu jednotnému Italskému království.

### Znak království

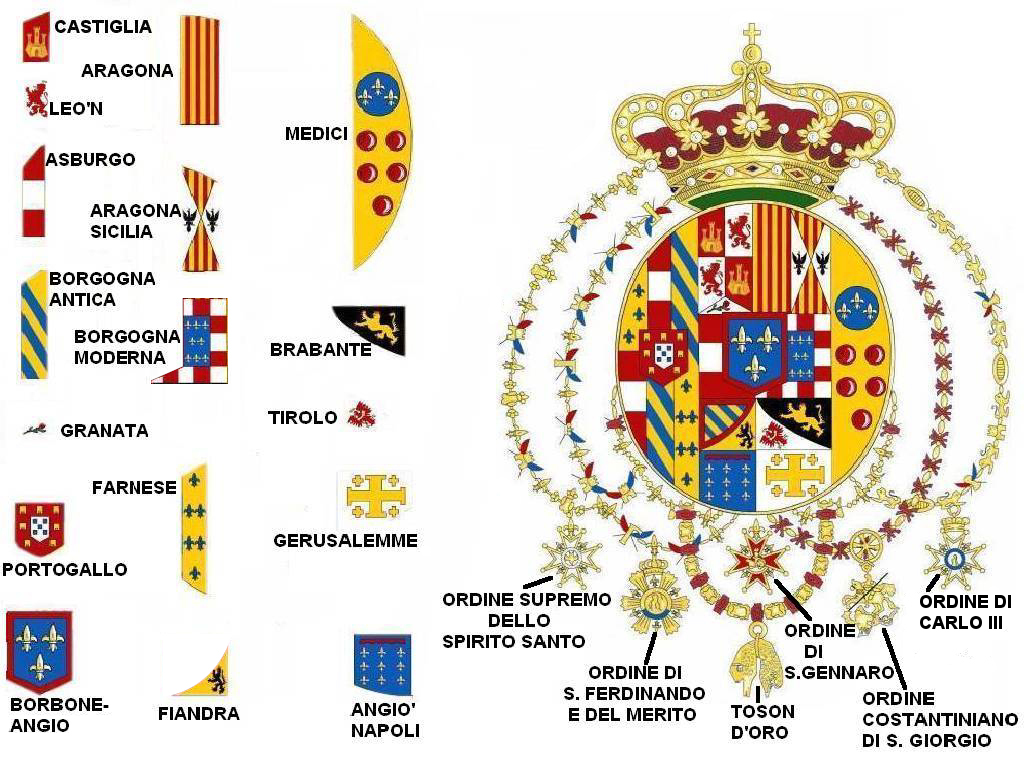
Rozbor heraldiky ve znaku Království obojí Sicílie.

## Králové
- Ferdinand I. (1816–1825)
- František I. (1825–1830)
- Ferdinand II. (1830–1859)
- František II. (1859–1861)

## Státní symbolika

vlajka:
1816–1848, 1849–1860
1848–1849
1860–1861